# Oyrnafjall
Oyrnafjall är ett berg i Färöarna (Kungariket Danmark).   Det ligger i sýslan Suðuroyar sýsla, i den södra delen av landet, 50 km söder om huvudstaden Tórshavn. Toppen på Oyrnafjall är 176 meter över havet. Oyrnafjall ligger på ön Suðuroy.
Terrängen runt Oyrnafjall är lite kuperad.  Närmaste större samhälle är Vágur, 8,5 km söder om Oyrnafjall. 